# Tribunal de menores (serie)
Tribunal de menores (en hangul 소년 심판; RR: Sonyeon Simpan; lit.  Juez de menores) es una serie surcoreana de difusión por streaming. Está dirigida por Hong Jong-chan, y protagonizada por Kim Hye-soo, Kim Mu-yeol, Lee Sung-min y Lee Jung-eun. Narra las actividades de una jueza conocida por su aversión a los delincuentes juveniles, y que es destinada a un tribunal de menores. La serie se estrenó en Netflix el 25 de febrero de 2022.

## Sinopsis
Tribunal de menores sigue la historia de Shim Eun-seok, una jueza de élite con una personalidad fría y distante, conocida por su aversión por los delincuentes juveniles, cuando es destinada a un tribunal de menores en el distrito de Yeonhwa. Allí rompe las costumbres y administra sus propias formas de castigar a los infractores. Tiene que lidiar y equilibrar su aversión por los delincuentes juveniles con creencias firmes sobre la justicia y el castigo, mientras aborda casos complejos y descubre lo que realmente significa ser un adulto. 

## Reparto

### Principal
- Kim Hye-soo como Shim Eun-seok.[3][4]
- Kim Mu-yeol como Cha Tae-joo.[5]
- Lee Sung-min como Kang Won-joong.[6]
- Lee Jung-eun como Na Geun-hee.[7]

### Secundario

#### Menores implicados
- Lee Yeon como Baek Seung-woo, un adolescente de 13 años, cómplice en el caso de asesinato en la escuela primaria Yeonhwa.[8][9]
- Hwang Hyeon-jeong como Han Ye-eun, el principal culpable en el caso de asesinato de la escuela primaria Yeonhwa.
- Jo Mi-nyeo como Woo Seol-ah, carterista reincidente.[10]
- Shim Dal-gi como Seo Yoo-ri.[11][12]
- Song Duk-ho como Kwak Do-seok (ep. 7-8).[13][14]
- Kim Do-gun como Seo Dong-kyun.
- Kim Bo-young como Choi Young-na.
- Kim Jun-ho como Kang Shin-woo, el hijo de Kang Won-joong que está involucrado en casos de fraude en los exámenes.
- Jung Soo-bin como Baek Mi-joo, una joven criminal en un caso de atropello y fuga sin licencia.[15][16]
- Lee Bom.

#### Padres de víctimas y agresores
- Kim Chan-hyung como el padre biológico de Ji-hoo.[17]
- Park Bo-kyung como la madre de Ji-hoo.[18][19]
- Kim Do-geon.
- Jang Dae Woong.

#### Tribunal de Distrito de Yeonhwa
- Park Ji-yeon como Woo Soo-mi, directora de la Unidad de Mediación Criminal Juvenil.[20]
- Lee Sang-hee como Joo Young-sil, oficial de juzgado.[21]
- Shin Jae-hwi como Seo-beom, oficial ejecutivo del Acuerdo Penal Juvenil.[22]
- Keum Kwang-sun como Han Kyung-jung, inspector de policía judicial del Ministerio de Justicia.

#### Centro de Recuperación Juvenil Pureum
- Yeom Hye-ran como Oh Sun-ja, directora del Centro de Recuperación Juvenil Pureum.
- Yoon Seo-ah como Ko Hye-rim.
- Choi Ji-soo como Oh Yeon-ji.
- Jo Yoon-su como Yoon Eun-jung.[23][24]
- Ha i-aan como Woo Min-kyung.
- Park Chae-hee como Kim A-jin.
- Kim Jung-yoon como Yeo-eun.
- Cho hyun seo como Han Min-joo.

#### Otros
- Kim Joo-hun como Namkoong Yi-hwan, exmarido de Shim Eun-seok y fiscal general.
- Kim Young-ah como Huh Chan-mi, miembro del bufete de abogados Geobo, abogado a cargo de Han Ye-eun y Shim Eun-seok, compañero de clase en una academia.
- Park Jong-hwan como Ko Kang-shik, oficial de policía que se ocupa de casos de violencia contra niños, mujeres, jóvenes y violencia doméstica.[25]
- Yoo Jae-myung como Um Joon-gi.
- Park Jung-yoon como Do Yoo-kyung.
- Shin Yeon-woo como Ji-hyun, una detective de la división juvenil femenina. Resuelve un caso junto a su jefe de departamento, Ko Kang-shik.[26]
- Jeon Kook-hyang como Yoo Hye-sun.[27]

## Producción
Netflix confirmó en noviembre de 2020 la producción de la serie original Tribunal de menores. También se confirmó que Hong Jong-chan dirigiría la serie con Kim Hye-soo interpretando a Sim Eun-seok, una jueza recién nombrada. Se informó que la serie giraría en torno a cuestiones de los tribunales de menores y la vida cotidiana y las preocupaciones de los jueces que trabajan en los mismos.
En diciembre de 2020 se confirmó la selección de Kim Mu-yeol y Lee Sung-min como protagonistas. El 4 de mayo de 2021 se informó de que Kim Hye-soo estaba rodando la serie Tribunal de menores de Netflix. Por otra parte, en la serie debuta un grupo de jóvenes actores, entre otros Lee Yeon y Hwang Hyeon-jeong: el director Hong Jong-chan seleccionó actores desconocidos a través de una larga audición para aumentar el realismo.
El 22 de febrero de 2022 se presentó la serie en línea con la presencia de sus protagonistas, director y guionista. Durante la misma, esta última manifestó que escribió la trama por su curiosidad en las historias de jueces, que a diferencia de fiscales y abogados sentía que no estaban bien representadas. También señaló que aunque las historias tienen un trasfondo real el escenario es ficticio, porque en el país no existen realmente tribunales de menores independientes, sino que son secciones juveniles dentro de tribunales de familia y de distrito.

## Recepción
A los dos días de su estreno, la serie ocupaba la décima posición entre las más vistas en todo el mundo, y era la primera en cinco países asiáticos, entre ellos Corea del Sur, Japón y Tailandia. En la semana del 21 al 27 de febrero de 2022, Tribunal de menores fue la tercera serie más vista en Netflix entre las de habla no inglesa, con 17,41 millones de horas.

### Crítica
Tribunal de menores fue acogido favorablemente por la crítica en su país, tanto por el tema tratado («¿ha habido alguna vez en Corea que un tema tan realista y sensible que contiene la realidad actual se haya puesto correctamente en la pizarra?», Lee Min-ji en Newsen) como por las actuaciones de sus protagonistas: «Kim Hye-soo emite una fuerte presencia y domina la pantalla a la vez, y cautiva a los espectadores con su carisma insustituible. Kim Mu-yeol y Lee Jung-eun realizaron actuaciones estables y agregaron vitalidad a la historia, y retrataron otra creencia de manera brillante» (Choi Ha-na, TV Daily Reporter).
Según Daniel Farriol (No es cine todo lo que reluce), «nos encontramos ante un sólido y perspicaz drama judicial» que «plantea muchas cuestiones éticas sobre la justicia, no siempre de manera sutil, pero sí con la suficiente inteligencia para lograr que el resultado final aúne de forma convincente entretenimiento y reflexión». Aunque nota un «exceso melodramático innecesario que molesta más que aportar dimensión a unos personajes que están bien definidos», destaca el espléndido reparto encabezado por una carismática Kim Hye-soo y la sobria puesta en escena. Concluye Farriol: «en cuanto a calidad, sin duda, Tribunal de menores será una de las series asiáticas de esta temporada, aunque probablemente no de las más mediáticas».
Para José María Aresté (DeCine21), que le concede siete estrellas de diez, es una «interesante serie [...] con elementos de thriller judicial, pero también de cine social, que evita contemporizar con ideas al uso y se pregunta por las virtudes y limitaciones del sistema legal, sobre todo cuando la conciencia moral y la familia se encuentran seriamente dañadas». La elogia «por su tono realista, bastante duro, y por el esfuerzo por evitar las sensiblerías», así como por el desempeño de todo el reparto pero en particular de los dos protagonistas.

## Premios y nominaciones
| Año  | Premio                        | Categoría                                        | Candidato    | Resultado | Ref.          |
| ---- | ----------------------------- | ------------------------------------------------ | ------------ | --------- | ------------- |
| 2022 | 58.º Baeksang Arts Awards     | Mejor actriz protagonista                        | Kim Hye-soo  | Nominada  | [ 38 ] [ 39 ] |
| 2022 | 58.º Baeksang Arts Awards     | Mejor actor revelación                           | Lee Yeon     | Nominada  | [ 38 ] [ 39 ] |
| 2022 | 58.º Baeksang Arts Awards     | Mejor guion                                      | Kim Min-seok | Ganadora  | [ 40 ]        |
| 2022 | APAN Star Awards              | Premio a la gran excelencia, actriz en serie web | Kim Hye-soo  | Nominada  | [ 41 ]        |
| 2022 | APAN Star Awards              | Premio a la excelencia, actriz en serie web      | Lee Jung-eun | Nominada  | [ 41 ]        |
| 2022 | APAN Star Awards              | Mejor guion                                      | Kim Min-seok | Nominada  | [ 41 ]        |
| 2022 | Blue Dragon Series Awards     | Mejor actriz protagonista                        | Kim Hye-soo  | Nominada  | [ 42 ]        |
| 2022 | Blue Dragon Series Awards     | Mejor actriz de reparto                          | Lee Jung-eun | Nominada  | [ 42 ]        |
| 2022 | Asian Academy Creative Awards | Mejor actriz protagonista                        | Kim Hye-soo  | Pendiente |               |
| 2022 | Asian Academy Creative Awards | Mejor actriz de reparto                          | Lee Jung-eun | Pendiente |               |